# Římskokatolická farnost Staňkov
Římskokatolická farnost Staňkov je územním společenstvím římských katolíků v západočeském městě Staňkov v okrese Domažlice s farním kostelem svatého Jakuba Staršího. Je jednou z osmi farností domažlického vikariátu plzeňské diecéze. Administrátorem farnosti je P. Przemyslaw Ciupak, synodní delegátkou je Jana Vacíková. Od 3. února 2005 je farnost právním i faktickým nástupcem zrušené farnosti Osvračín.

## Historie
Nejstarší zmínka o plebánii a kostele ve vsi Staňkově je z roku 1271, kdy se stala majetkem kláštera v Chotěšově, z následujícího roku je zmínka o plebánu Kunradovi. Dalšími známými plebány jsou P. Havel, který v roce 1383 měnil své místo s P. Velislavem, plebánem v Častolovicích. V roce 1425 byla ves Staňkov i městečko Staňkov, založené chotěšovským klášterem na druhém břehu Radbuzy, zastaveno majiteli horšovotýnského panství. Roku 1498 je zmiňován kněz Jan, který pro kostel získal darem gotický misál.
Od roku 1616 jsou známi kněží, kteří ve Staňkově působili, od roku 1649 jsou vedeny matriční knihy. V průběhu 17. století byl barokně upraven gotický presbytář kostela, v roce 1673 jeho věž a roku 1738 byla přestavěna loď. Během působení kněze Jana Bonhomia získal kostel barokní oltář, roku 1718 byla dřevěná fara nahrazená za zděnou, od roku 1740 začali na faře působit kaplani. Farář Jan Balzar založil na místní škole knihovnu a zavedl farní kroniku, jeho nástupce P. Karel Bílý ji začal psát v českém jazyce. Za faráře Karla Trnky byly z veřejné sbírky opraveny oltáře, jeho nástupce P. Max Pitterman nechal kostel zrekonstruovat a elektrifikovat, zasloužil se o výstavbu kaple Panny Marie Lurdské na Mastníku a o zřízení místního sirotčince v průběhu první světové války. Po válečných rekvizicích pořídil P. Josef Král do kostela nové zvony a za jeho působení došlo k povýšení místní farnosti na děkanství. V průběhu působení faráře Františka Hrušky, který zřídil poutní vlaky na Svatou Horu u Příbrami, založil místní včelařský spolek a zavedl Farní věstník, došlo v roce 1938 ke sloučení vsi a města Staňkov v jednu obec. Farář Jan Kubín, který byl zároveň vikářem horšovskotýnského vikariátu, zavedl na faru vodovod a nechal v letech 1968–1972 opravit filiální kostel svatého Jiljí v Hlohové. V 90. letech 20. století byla opravena fara.

### Duchovní správa
Přehled duchovních správců:
- 1616–1649 P. Leonard Nowak
- 1649–1655 P. Jan Bonhomius († 17. července 1685, pochován v kryptě kostela)
- 1655–1661 P. Joannes Patta
- 1661–1671 P. Matyáš Czada
- 1671–1680 P. Jan Schobelia
- 1680–1683 P. Václav Bonhomius
- 1683–1690 P. Apolinaris Pascha
- 1690–1705 P. Jan Brum
- 1705–1728 P. Tomáš Frum
- 1728–1762 P. Jan Zacharias Steinbach
- 1762–1793 P. Jan Petrásek
- 1793–1808 P. Ignác Václav Steinbach (* Staňkov † 24. listopadu 1808 Staňkov)
- 1809–1816 P. Mikuláš Janka (* Ohučov † Bukovec)
- 1816–1828 P. Václav Grossman (* Hostouň)
- 1828–1833 P. Jan Merz (* Domažlice † 1833 Staňkov), kaplanem již od roku 1808, od 1812 kaplan v Čečovicích, do roku 1828 farář farnosti Hora Svatého Václava
- 1833–1843 P. Josef Balzar
- 1843–1860 P. Karel Bílý († 10. srpna 1860 Staňkov)
- 1860–1887 P. Jan Soukup (* 21. srpna 1813 Chrastavice † 27. května 1887 Staňkov)
- 1887–1892 P. Karel Trnka (* 3. října 1841 Staňkov)
- 1892–1919 P. Maxmilián Pitterman (* 2. května 1856 Domažlice † 29. června 1938 Domažlice)
- 1919 P. Antonín Říha
- 1919–1927 P. Josef Král
- 1927–1939 P. František Hruška (* 26. března 1870 Hodonice † 12. května 1948)
- 1939–1940 P. Josef Červenka (* 18. října 1910 Plzeň † 23. srpna 1996 Plzeň)
- 1940–1942 P. Antonín Kašpar (* 31. května 1911 Zhoř † 23. února 1985 Senohraby)
- 1942–1945 P. Antonín Chramosta (* 18. října 1909 Samšín † 22. ledna 1995 Moravec)
- 1945–1953 P. Jaroslav Kostka (* 22. května 1903 Paceřice † 31. ledna 1953 Staňkov)
- 1953–1976 P. Jan Kubín (* 30. června 1915 Bukvice † 31. října 2000 Moravec), pohřben na staňkovském hřbitově
- 1976–1979 P. Vladislav Zborovský (* 19. dubna 1934 Uhlířské Janovice † 27. listopadu 1979 Stod), pohřben ve Staňkově
- 1980–1993 P. František Klepáč († 2007 Merklín)
- 1993–1994 P. Jiří Barhoň, administrátor excurrendo z farnosti Holýšov
- 1994–2003 P. Vladimír Müller
- 2003–2008 P. Pavel Vodička, administrátor
- 2008–2011 P. Mgr. Janusz Karol Romański, farář
- 2011–2012 P. Mgr. Robert Bergman, administrátor
- 2012–2021 P. Wojciech Krzysztof Pelowski, administrátor
- od 1. září 2021 P. Przemyslaw Ciupak (* 14. července 1978 Stargard Szczeciński[9]), administrátor

## Římskokatolické sakrální stavby na území farnosti
| | Fotografie | Stavba                         | Místo          | Bohoslužby                      | Zeměpisné souřadnice            | Status          | Číslo kulturní památky           |
| Kostely                                                                                             | Kostely    | Kostely                        | Kostely        | Kostely                         | Kostely                         | Kostely         | Kostely                          |
| --------------------------------------------------------------------------------------------------- | ---------- | ------------------------------ | -------------- | ------------------------------- | ------------------------------- | --------------- | -------------------------------- |
| 1.                                                                                                  |            | Kostel svatého Jiljí           | Hlohová        | neslouží se pravidelně          | 49°32′7″ s. š., 13°4′22″ v. d.  | filiální kostel | 31528/4-2066 (Pk•MIS•Sez•Obr•WD) |
| 2.                                                                                                  |            | Kostel Narození Panny Marie    | Osvračín       | bližší informace o bohoslužbách | 49°30′47″ s. š., 13°2′50″ v. d. | filiální kostel | 12423/4-4819 (Pk•MIS•Sez•Obr•WD) |
| 3.                                                                                                  |            | Kostel svatého Jakuba Staršího | Staňkov II     | bližší informace o bohoslužbách | 49°33′4″ s. š., 13°4′21″ v. d.  | farní kostel    | 41599/4-2217 (Pk•MIS•Sez•Obr•WD) |
| Kaple                                                                                               |            |                                |                |                                 |                                 |                 |                                  |
| 4.                                                                                                  |            | Kaple svatého Jana a Pavla     | Čermná         | neslouží se pravidelně          | 49°31′54″ s. š., 13°6′53″ v. d. | obecní kaple    | 25114/4-2050 (Pk•MIS•Sez•Obr•WD) |
| 5.                                                                                                  |            | Kaple svatého Jana Nepomuckého | Horní Kamenice | neslouží se pravidelně          | 49°34′10″ s. š., 13°6′2″ v. d.  | obecní kaple    | —                                |
| 6.                                                                                                  |            | Kaple svatého Jana Nepomuckého | Krchleby       | neslouží se pravidelně          | 49°32′39″ s. š., 13°6′39″ v. d. | kaple           | —                                |
| 7.                                                                                                  |            | Kaple svatého Václava          | Křenovy        | neslouží se pravidelně          | 49°32′20″ s. š., 13°1′16″ v. d. | obecní kaple    | —                                |
| 8.                                                                                                  |            | Kaple Panny Marie Pomocné      | Mimov          | neslouží se pravidelně          | 49°30′11″ s. š., 13°3′41″ v. d. | kaple           | —                                |
| 9.                                                                                                  |            | Kaple svaté Maří Magdaleny     | Puclice        | neslouží se pravidelně          | 49°33′14″ s. š., 13°1′7″ v. d.  | obecní kaple    | 22315/4-2194 (Pk•MIS•Sez•Obr•WD) |
| 10.                                                                                                 |            | Kaple Panny Marie Lurdské      | Staňkov II     | neslouží se pravidelně          | 49°33′10″ s. š., 13°5′0″ v. d.  | kaple           | —                                |
| Některé drobné sakrální stavby a pamětihodnosti lze dohledat zde v databázi Drobné sakrální památky |            |                                |                |                                 |                                 |                 |                                  |